# Guitar
guitar ist ein deutschsprachiges Fachmagazin für Gitarristen und Bassisten, das seit 1996 am Markt war und monatlich erschien. Seit Februar 2024 ist keine Ausgabe mehr erschienen. Der Schwerpunkt des Heftes liegt auf Workshops mit und über bekannte Gitarristen, Noten und TABs zu bekannten Songs, sowie aktuellen Tests und Specials aus den Bereichen E-Gitarre, Akustikgitarre, Verstärker, Effekte, Zubehör und weiteren Technik-Themen.
Seit 2020 werden die Workshops mit Video-Tutorials auf dem Youtube-Kanal des Magazins begleitet. Als weiteres Medium kam 2020 der guitar-Podcaster hinzu. In diesem Podcast-Format werden aktuelle Themen besprochen oder Künstler interviewt.
Weiterhin werden alle Playalongs aus dem Heft auf der beiliegenden CD und über die Website zum Download angeboten.
Die Zeitschrift erscheint im Verlag PPVMedien in Bergkirchen; Herausgeber ist Marcel Theneé, Chefredakteur ist Stephan Hildebrand. Die Gesamtauflage von guitar belief sich laut IVW (4/2019) auf 8955 verkaufte Exemplare/Monat.
Der Redaktionsbetrieb wurde zum 1. März 2024 bis auf Weiteres eingestellt. Der Verlag PPVMedien hatte zuvor, im Januar 2024 Insolvenz anmelden müssen.

## Inhalte
Das Magazin gliedert sich nach Schwerpunkten in drei Teile:
- einen Musikteil, in dem Interviews und Berichte über Gitarristen und Bands zu finden sind,
- einen Notenteil, der Anleitungen mit Gitarren-Riffs und -Licks sowie vier komplett transkribierte Musikstücke für Gitarre aus verschiedenen Musikstilen und mit verschiedenem Schwierigkeitsgrad enthält, und
- einen Technik-Teil mit Tests aktueller Instrumente (Gitarren, Bässe, Verstärker, Effektgeräte, Zubehör) und Technik-Anleitungen.

Außer dem monatlichen Magazin erscheinen in unregelmäßigem Abstand Sonderhefte unter dem Namen guitar sowie Bücher, die teils aus erweiterten guitar-Sonderheften bestehen, teils neue Inhalte bieten.

## guitar acoustic
Mit ähnlicher Konzeption wie guitar erscheint im selben Verlag seit 2010 zweimonatlich guitar acoustic für Akustikgitarristen. Chefredakteur ist auch hier Stephan Hildebrand.